# Райт, Джон (снукерист)
Джон Райт (англ. Jon Wright, род. 10 августа 1962 года в Лондоне, Англия) — английский бывший профессиональный игрок в снукер.

## Карьера
Стал профессионалом в 1986, и провёл в мэйн-туре последующие семь сезонов. В своём дебютном сезоне в качестве профессионала Райт вышел в финальную стадию чемпионата мира, но в матче за выход в 1/8-ю уступил Алексу Хиггинсу со счётом 6:10. Этот результат стал лучшим в карьере Джона, хотя он впоследствии ещё дважды (в 1987 и 1989) достигал 1/16 финала других рейтинговых турниров и много раз выходил в 1/32.
В 1992 Райт, будучи уже за пределами Топ-100 мирового рейтинга, получил дисквалификацию до начала сезона 1993/94 из-за своего неспортивного поведения в квалификационном матче на Dubai Classic 1993 против Эллисон Фишер. После окончания срока дисциплинарного наказания Джон решил не возвращаться к профессиональному снукеру.
Наивысший официальный рейтинг Джона Райта — 54-й.